# Alicja Strzelczyk-Brąszkiewicz
Alicja Barbara Strzelczyk-Brąszkiewicz (ur. 8 kwietnia 1932 w Łodzi, zm. 24 lipca 2020 w Toruniu) – polska specjalistka w zakresie mikrobiologii oraz dezynfekcji i dezynsekcji dzieł sztuki, prof. dr hab.

## Życiorys
Obroniła pracę doktorską, następnie uzyskała stopień doktora habilitowanego. W 1986 nadano jej tytuł profesora w zakresie nauk przyrodniczych. Pracowała w Instytucie Zabytkoznawstwa i Konserwatorstwa na Wydziale Sztuk Pięknych Uniwersytetu Mikołaja Kopernika w Toruniu.
Zmarła 24 lipca 2020.